# 松沢まり
松沢 まり（まつざわ まり）は、日本の漫画家。埼玉県出身。
漫画家として活動する前はシンエイ動画に在籍し、アニメの動画チェックを担当していた。

## 作品一覧

### 連載作品
- ひなどりGIRL - 『月刊電撃コミックガオ!』連載、メディアワークス刊、全3巻
- いぬかみっ!（原作：有沢まみず） - 『月刊電撃コミックガオ!』連載、メディアワークス刊、全6巻
- さんぶんのいち。 - 『コミックエール!』VOL.2 - 12 ⇒ 『まんがタイムきららフォワード』2009年8月号 - 同年10月号。芳文社刊「まんがタイムKRコミックス -YELL! series-」 全3巻
- デビルっちゅ! - Webコミック。『まんがライフWIN』にて2009年5月 - 2010年8月。全1巻
- 動研。〜菜ノ花高校動画研究部〜 - 『電撃大王GENESIS』に2010年WINTER（1月発売、創刊号） - 2011年Vol.1（1月発売）。全1巻
- 最近、妹のようすがちょっとおかしいんだが。 - 『月刊ドラゴンエイジ』2010年12月号 - 2016年6月号（5月発売）。全11巻
- ふくねこ - 『月刊アクション』2016年11月号[2] - 2018年10月号（8月発売）。全4巻。
- みはらし荘の6人の花嫁 - 『電撃大王』2019年12月号 - 2021年6月号。全2巻。
- かのとこと 〜武蔵花町怪話譚〜 (まつおまり名義)- 『ストーリアダッシュ』 2024年7月 - 。連載中

### アンソロジー
- 『ぴたテン』アンソロジー - 「メディアワークス」刊
- 『いぬかみっ!』アンソロジー - 「メディアワークス」刊
- 『異国迷路のクロワーゼ』アンソロジー - 「富士見書房」刊
- 『はたらく魔王さま!』アンソロジー - 「アスキー・メディアワークス」刊
- 『ディーふらぐ!』アンソロジー -  「KADOKAWA・メディアファクトリー」刊
- 『メイドインアビス』アンソロジー - 「竹書房」刊